# Archipiélago Alcatraces

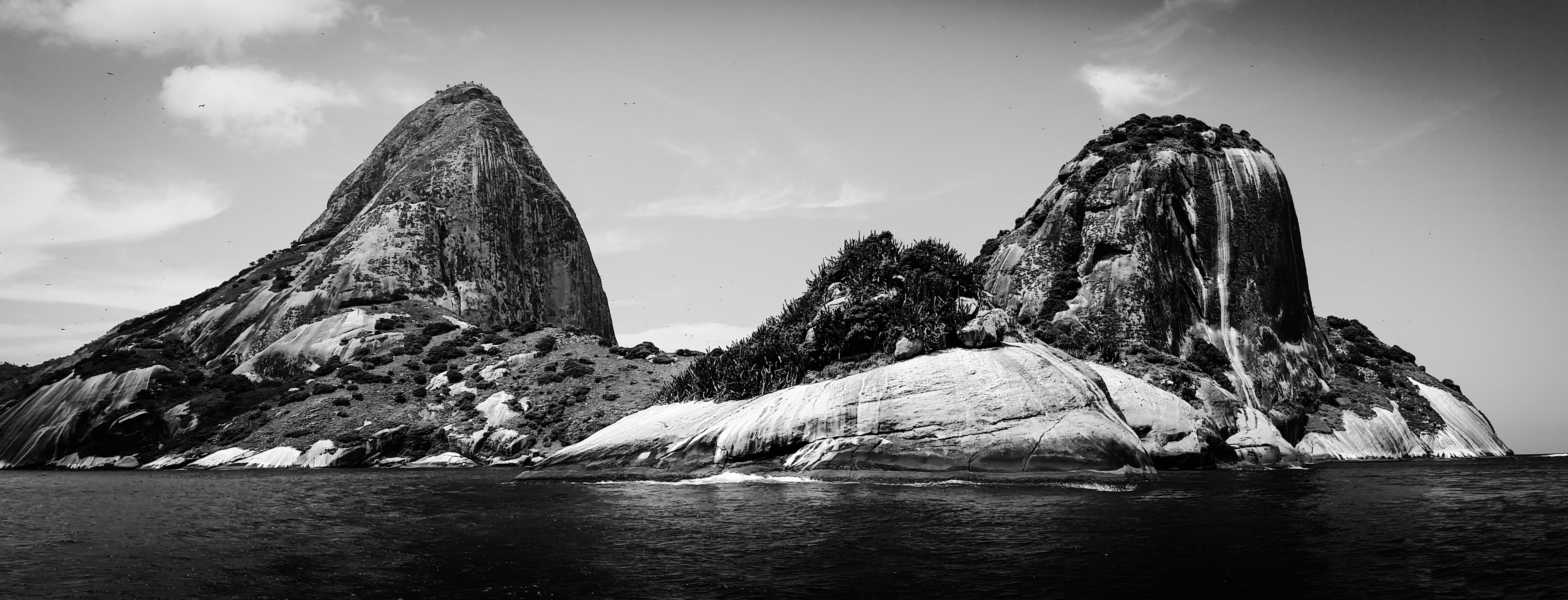
Imagen en blanco y negro del Archipiélago Alcatraces

El archipiélago Alcatraces (en portugués: Arquipélago dos Alcatrazes) (24°06′S 45°42′O / -24.100, -45.700) se encuentra en Brasil, aproximadamente a 45 kilómetros al sureste del puerto de São Sebastião, costa norte del estado de São Paulo.
Compuesto por cinco islas principales, la isla de Alcatrazes, isla Sapata, isla Paredão, isla Porto, isla Farol, isla Sul y cuatro islotes sin nombre.
Con una profundidad que puede alcanzar 50 m, posee una vida marina privilegiada. Anteriormente la isla principal estaba ocupada por la Marina de Brasil.
La pesca está estrictamente prohibida, y el anclaje se permite solo en casos extremos (por ejemplo: averías mecánicas o mal tiempo). También está prohibido el buceo, excepto para investigaciones (autorizadas anteriormente).
El punto más alto del archipiélago está en la isla principal a 316 m s. n. m.